# Mikoš Rnjaković
Mikoš Rnjaković (Servisch: Микош Рњаковић) (Belgrado, 20 april 1964) is een Servisch voormalig wielrenner. Rnjakovic is nationaal kampioen geweest op de tijdrit, de weg en in het veld, dit was voor het uiteenvallen van Joegoslavië. Met vier eindoverwinningen is hij recordwinnaar van de Ronde van Servië.

## Belangrijkste overwinningen
1985
- Eindklassement Ronde van Servië

1990
- Eindklassement Ronde van Servië
- 10e etappe deel A Wielerweek van Lombardije

1991
- Eindklassement Ronde van Servië

1996
- Eindklassement Ronde van Servië

1997
- Joegoslavisch kampioen tijdrijden, Elite

1999
- Balkanese kampioenschappen tijdrijden, Elite

2000
- Joegoslavisch kampioen veldrijden, Elite
- 3e etappe Ronde van Joegoslavië

2001
- Joegoslavisch kampioen op de weg, Elite
- Joegoslavisch kampioen tijdrijden, Elite
- Joegoslavisch kampioen veldrijden, Elite
- Eindklassement Ronde van Hongarije

2003
- Joegoslavisch kampioen tijdrijden, Elite

2004
- Servisch en Montenegrijns kampioen tijdrijden, Elite